# 蜜柑 (小說)
《蜜柑》（日语：／ Mikan）是日本小說家芥川龍之介根據自己的經歷寫成的短篇小說。於大正8年（1919年）5月在《新潮》雜誌上以「我曾遇到的事情」為總標題，與《沼地》一同發表。
全篇僅三千餘個日文字，但卻將人與人之間的溫情表現的淋漓盡致。
此小説被列為2021年香港中學文憑試中文科卷一的其中一篇白話文閱讀篇章，是香港中文科公開考試史上首次出現日本文學作品。

## 内容簡介
描繪在横須賀車站乘坐火車的主角「我」，在車上遇見從家鄉出發去做傭工女孩的故事。
在一個多雲的日落、對世俗感到疲勞與倦怠的「我」，對在火車發車後進入車廂，一眼看上去十三四歲、穿著骯髒的中下階層女孩感到不快。數分鐘後，小女孩不知道為什麼開始想要開車窗，因當時火車是在隧道中，「我」一邊沐浴在煙灰中一邊咳嗽。當火車離開隧道的時候，鐵道口柵欄的對面有三個小男孩揮著手大喊。在那個瞬間，五六個橘子向著小孩上頭飛去。理解到這是女孩送給小弟們餞別禮的「我」，從心底湧上開朗的感覺，霎時間忘卻了疲勞與倦怠。
作者以入微的觀察及精細的描寫將旅途中一點小小的片段，用白描的手法，將主角「我」的厭世與百無聊賴，及小姑娘雖然衣著邋遢卻擁有一顆美好的心靈精細刻畫出來，形成了鮮明的對比，給人留下深刻的印象。

## 創作背景
1917年俄國十月革命爆發後，促使日本無產階級文學萌芽。芥川受到此股時代潮流的影響，開始著重寫實的作品。本作品就是其代表之一。
當時的芥川在横須賀的海軍機械學校擔任教官，利用横須賀線列車通勤。大正8年(1919年)三月辭去教職後，以專職作者的身份，根據自己身邊發生的事情及旅途的見聞，以「偶然遇到的小事」作為主題，寫了一系列的短篇小說。《蜜柑》就是在這種背景下創作出來的，可以認為《蜜柑》這篇文章就是芥川創作傾向的轉捩點。

## 外部連結
- 『蜜柑』：新字新仮名 （页面存档备份，存于）（青空文庫）
- 『蜜柑』 :  中文翻譯 （页面存档备份，存于） (日本小說翻譯室)